# John Gabrieli
John D. E. Gabrieli (* 1955) ist ein US-amerikanischer Neurowissenschaftler.
Gabrieli ist Professor am Massachusetts Institute of Technology (MIT). Er hat den Titel Grover Hermann Professor of Health Sciences and Technology and Cognitive Neuroscience. Er ist Direktor des Athinoula A. Martinos Imaging Center am MIT.
Bereits als Doktorand machte er Forschungen, als Schüler von Suzanne Corkin, bei der er auch promoviert wurde (PhD am MIT 1987), am Patienten HM (Henry Gustav Molaison). Seinen Postdoc-Aufenthalt verbrachte er an der Harvard University. Später war er auch Professor an der Stanford University.
Eines seiner Forschungsgebiete sind die neuronalen Grundlagen des Lernens.
Er ist mit der Psychologin und Neurowissenschaftlerin Susan Whitfield-Gabrieli verheiratet.

## Auszeichnungen
- 2008: Fellow der American Association for the Advancement of Science
- 2016: Mitglied der American Academy of Arts and Sciences

## Schriften (Auswahl)
- Gabrieli, J. D., Poldrack, R. A., & Desmond, J. E. (1998). The role of left prefrontal cortex in language and memory. Proceedings of the national Academy of Sciences, 95(3), 906-913.
- Gabrieli, J. D. (1998): Cognitive neuroscience of human memory. Annual review of psychology, 49(1), 87-115.
- Ochsner, K. N., Bunge, S. A., Gross, J. J., & Gabrieli, J. D. (2002): Rethinking feelings: an FMRI study of the cognitive regulation of emotion. Journal of cognitive neuroscience, 14(8), 1215-1229.
- Grill-Spector, K., Golarai, G., & Gabrieli, J. (2008): Developmental neuroimaging of the human ventral visual cortex. Trends in cognitive sciences, 12(4), 152-162.
- Perrachione, T. K., Del Tufo, S. N., Winter, R., Murtagh, J., Cyr, A., Chang, P., ... & Gabrieli, J. D. (2016): Dysfunction of rapid neural adaptation in dyslexia. Neuron, 92(6), 1383-1397.
- Osher DE, Saxe RR, Koldewyn K, Gabrieli JD, Kanwisher N, Saygin ZM.: Structural Connectivity Fingerprints Predict Cortical Selectivity for Multiple Visual Categories across Cortex. Cereb Cortex. 2016 Apr;26(4):1668-83. doi:10.1093/cercor/bhu303.
- Romeo, R. R., Perrachione, T. K., Olson, H. A., Halverson, K. K., Gabrieli, J. D. E., & Christodoulou, J. A. (2022): Socioeconomic dissociations in the neural and cognitive bases of reading disorders. Dev Cogn Neurosci 58: 101175.
- Amaral, D. G., Augustinack, J., Barbas, H., Frosch, M., Gabrieli, J., Luebke, J., ... & Rushmore, R. J. (2024): The analysis of HM's brain: A brief review of status and plans for future studies and tissue archive. Hippocampus, 34(2), 52-57.
- Treves, I. N., Pichappan, K., Hammoud, J., Bauer, C. C., Ehmann, S., Sacchet, M. D., & Gabrieli, J. D. (2024): The mindful brain: A systematic review of the neural correlates of trait mindfulness. Journal of cognitive neuroscience, 36(11), 2518-2555.